# Serjania pluvialiflorens
Serjania pluvialiflorens là một loài thực vật có hoa trong họ Bồ hòn. Loài này được Croat miêu tả khoa học đầu tiên năm 1976.